# Chaliłowo (rejon abzieliłowski)
Chaliłowo (ros. Халилово) – wieś (sieło) w Rosji, w Baszkortostanie, w rejonie abzieliłowskim. W 2010 liczyła 1117 mieszkańców.

## Urodzeni
- Abdrauf Dawletow – radziecki wojskowy.